# Leptodactylus knudseni
Leptodactylus knudseni là một loài ếch trong họ Leptodactylidae. Tên gọi bản địa của nó là sapo-toro amazonico  ("Amazonian toad-frog").
Nó được tìm thấy ở Bolivia, Brasil, Colombia, Ecuador, Guyane thuộc Pháp, Guyana, Peru, Suriname, Venezuela, và có thể Trinidad và Tobago. Các môi trường sống tự nhiên của chúng là các khu rừng ẩm ướt đất thấp nhiệt đới hoặc cận nhiệt đới, xavan ẩm, sông, sông có nước theo mùa, đầm nước ngọt có nước theo mùa, và vườn nông thôn. Nó không được xem là bị đe dọa theo IUCN.

## Hình ảnh

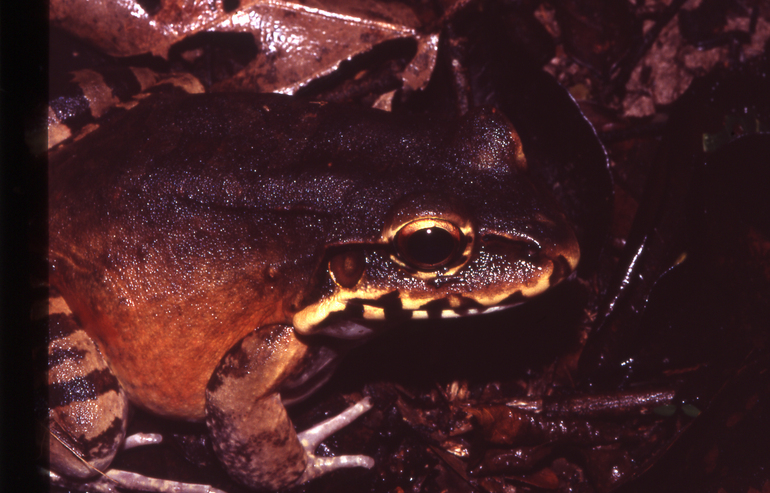
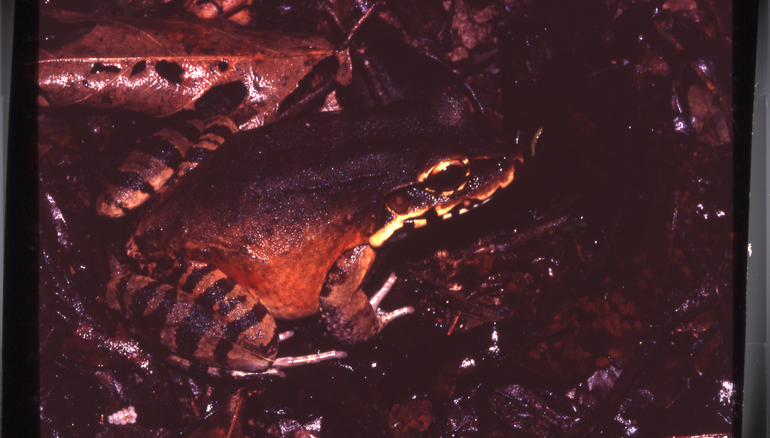
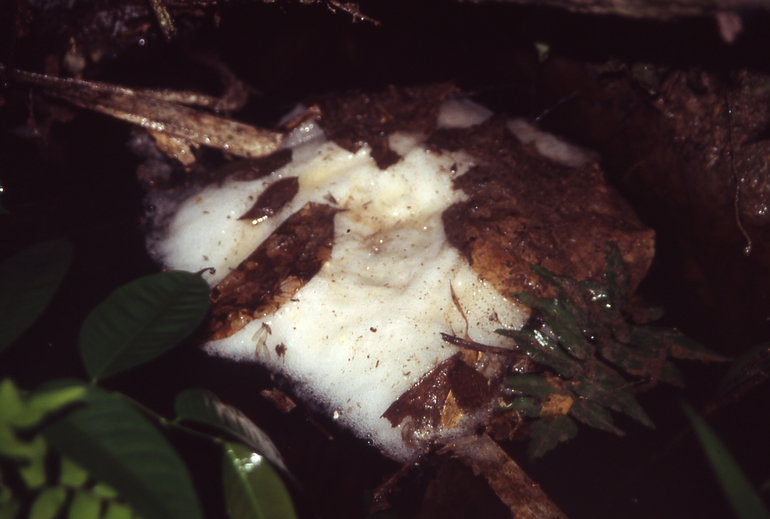